# Chonocephalus dahli
Chonocephalus dahli är en tvåvingeart som beskrevs av Schmitz 1928. Chonocephalus dahli ingår i släktet Chonocephalus och familjen puckelflugor.
Artens utbredningsområde är Bismarckarkipelagen. Inga underarter finns listade i Catalogue of Life.